# Prljavi novac (strip)
Prljavi novac je epizoda Teks Vilera objavljena u br. 61.u izdanju Veseli četvrtak, Beograd. Objavljena je 18.10.2018. Koštala je  270 din (2,28 €; 2,62 $). Imala je 110 strana. Ova epizoda nastavlja se u narednom broju (br. 62) pod nazivom Peščani zdenac.

## Originalna epizoda
Originalna epizoda pod nazivoim Soldi sporchi objavljena je je premijerno u regularnoj ediciji Teks Vilera koja je u Italiji u izdanju Bonelija izašla 07.07.2007. Epizodu je nacrtao Paskvale del Vekio, a scenario napisao Klaudio Nici. Naslovnicu je nacrtao Klaudio Vilja. Koštala je 3,5 €.

## Kratak sadržaj
Grupa razbojnika, tajno predvođena narednikom Hodžinsom, oficirom iz utvrđenja Hil, pokušala je da ukrade novac namenjen za vojničke plate. Novac, međutim, završava u rukama indijanaca plemena Jaki. Teks i Karson su na tragu razbojnicima, ali u međuvremenu moraju da spasu patrolu vojnika koja se nalazi unutar velikog suvog bunara (Peščanog zdenca), koji je pod opsadom indijanaca.